# پرتوی

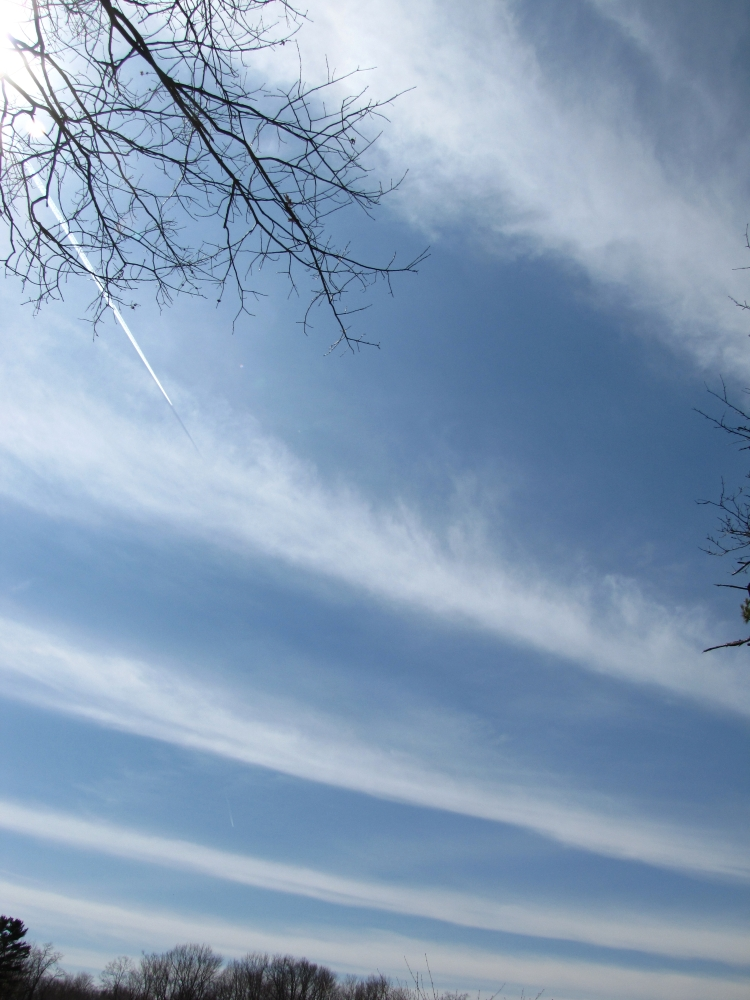

پرتوی (به انگلیسی: Cirrus radiatus) ابری است با نوارهای پهن موازی که به نظر می‌آید به سوی نقطه یا نقطه‌هایی روی افق (نقطه/نقطه‌های تابش) میل می‌کنند؛ این اصطلاح عمدتاً همراه با ابرهای پرسا، فرازکومه‌ای، فرازپوشنی، پوشن‌کومه‌ای و کومه‌ای می‌آید.